# Four Courts
Le bâtiment des Four Courts (littéralement, des quatre cours de justice) est, entre autres, le siège de la Cour suprême d'Irlande. Le bâtiment est situé dans le centre-ville de Dublin, capitale de l'Irlande,  près de la cathédrale du Christ.

## Histoire
Au XVIIe siècle, l'Irlande est encore sous domination anglaise. Elle est donc soumise à la loi du royaume. Mais un ensemble parallèle de lois est mis en place avant même l'indépendance.
En 1775, beaucoup croient en un remaniement complet du système juridique irlandais. Pour appuyer cette décision, l'emplacement des Four Courts a été choisi pour devenir le siège du pouvoir judiciaire. Thomas Cooley est le premier architecte à commencer les travaux en 1776. Il travaille notamment à la construction de la cour ouest. À la mort de T. Cooley en 1784, James Gandon reprend le chantier. Pour beaucoup, James Gandon est l'architecte qui donna toute sa classe au bâtiment puisqu'il termina la cour ouest, ajouta trois cours, une salle, la coupole et les quadrilatères[Quoi ?] de la cour déjà entamée par son prédécesseur.
Le bâtiment est à deux reprises un champ de bataille lors des conflits pour l'indépendance de l'Irlande. En 1916, les Républicains s'en emparent lors de l'insurrection de Pâques. En 1922, les forces opposées au traité anglo-irlandais en prennent le contrôle, le chef des forces pro-traité, Michael Collins les en déloge violemment, provoquant le début de la guerre civile irlandaise et la destruction partielle du bâtiment.
En 1932, la restauration des Four Courts prend fin et les juridictions suprêmes de l'ordre judiciaire irlandais s'y réinstallent.